# Belägringen av Weissenstein (1573)
Belägringen av Weissenstein ägde rum under det nordiska tjugofemårskriget. Belägringen varade från 27 december 1572 till 1 januari 1573 då den belägrande ryska armén stormade den svenska fästningen. Den knappt 50 man stora svenska garnisonen övermannades efter en hård strid. Den svenske befälhavaren Hans Boije af Gennäs och hans närmaste män tillfångatogs av ryssarna och avrättades genom att stekas levande över öppen eld.
Fästningen återtogs 1581 af Göran Boije.